# 1980年夏季残疾人奥林匹克运动会波兰代表团
1980年夏季残疾人奥林匹克运动会波兰代表团是波兰派出的1980年夏季残疾人奥林匹克运动会代表团。获得75枚金牌、50枚银牌和52枚铜牌。